# Thiel-sur-Acolin
Thiel-sur-Acolin är en kommun i departementet Allier i regionen Auvergne-Rhône-Alpes i de centrala delarna av Frankrike. Kommunen ligger  i kantonen Chevagnes som ligger i arrondissementet Moulins. År 2022 hade Thiel-sur-Acolin 1 036 invånare.

## Befolkningsutveckling
Antalet invånare i kommunen Thiel-sur-Acolin
Referens: INSEE